# نوسا درندا
نوسا درندا (به انگلیسی: Nuša Derenda) (زاده ۳۰ مارس ۱۹۶۹) خواننده اهل اسلوونی است.
او نماینده اسلوونی در مسابقه آواز یوروویژن ۲۰۰۱ بود.